# عبری سامری

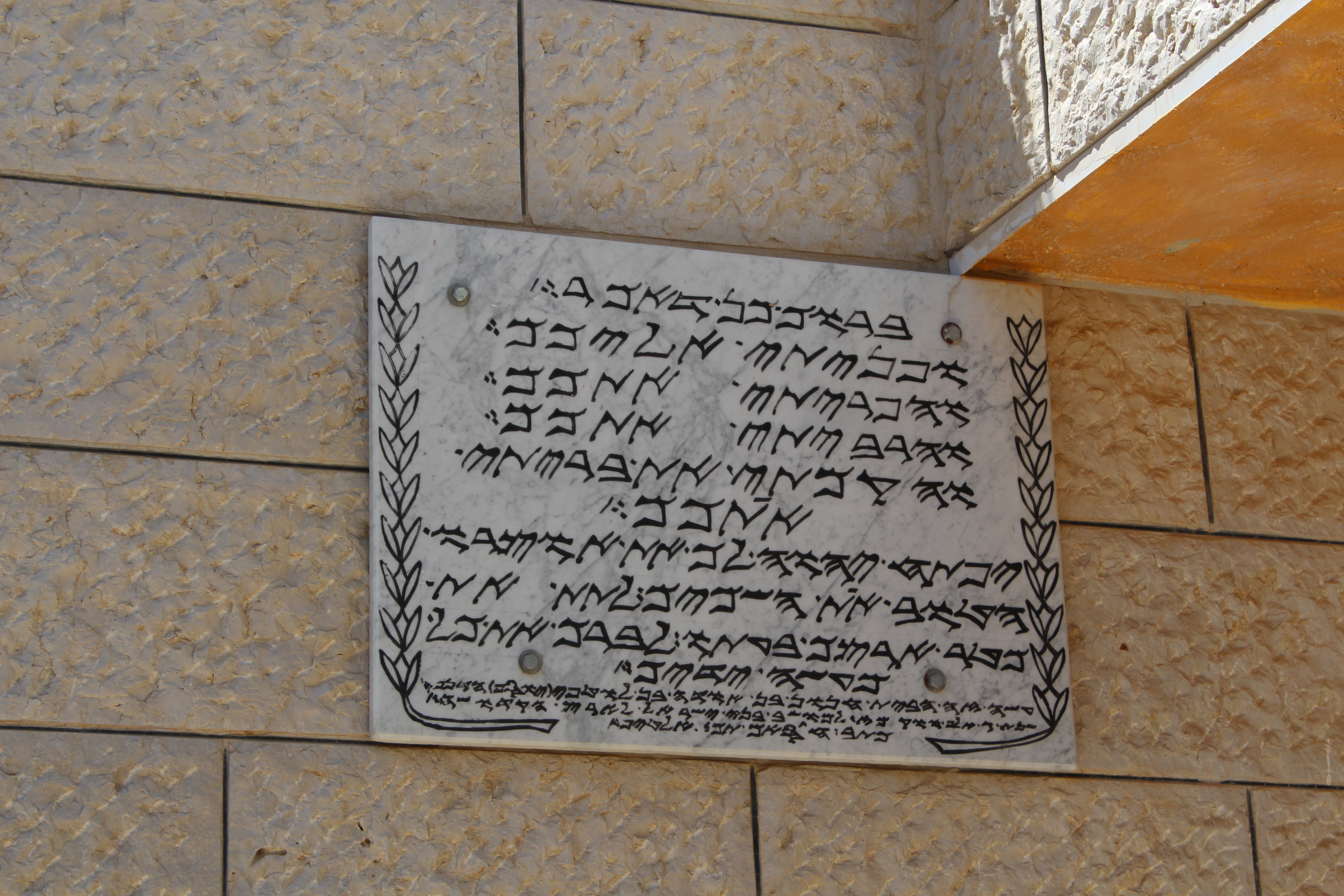
نگاره ای از زبان عبری سامری

عبری سامری (عبری: עברית שומרונית‎) یک سنت خواندن است که به عنوان زبان مذهبی توسط سامری‌ها برای خوانش زبان عبری باستان کتب پنجگانه سامری استفاده می‌شود.
از نظر سامری‌ها، عبری باستان دیگر زبان گفتاری روزمره نبود و آرامی سامری جایگزین آن شد، که خود آن نیز در بین سده‌های ۱۰ و ۱۲ از گفتار خارج شد و عربی (یا به‌طور خاص عربی فلسطینی سامری) جانشین آن شد.